# Сторожова застава
«Сторожова застава» — роман українського письменника Володимира Рутківського, події якого розгортаються у 1097 році в стародавній Україні, на території Київської Русі, куди загадково потрапляє звичайний український п'ятикласник та стає свідком і учасником героїчних подій.
Початково твір був написаний як повість ще в 1986. Друком ця повість вийшла в 1991 в журналі «Однокласник». У 2001 повість вперше була надрукована окремою книгою у одеському видавництві «Друк».
Пізніше Рутківський суттєво переробив та дописав свій твір, додавши нові події та героїв і 1 вересня 2012 твір вийшов друком у видавництві «А-ба-ба-га-ла-ма-га» уже як роман.

## Сюжет
У 1097 році Ілля Муровець, Олешко Попович і Добриня Микитович повертаються з розвідки в містечко Римів. Вони розповідають дідові Овсію про те, що помітили половців. Овсій зауважує, що саме в тих місцях є легендарна Змієва нора. Ілля вирішує попросити допомоги в князя Володимира Мономаха.
В сучасності школяр Вітько Бубненко під час літніх канікул приїжджає до села Воронівки. Він та його друзі звертають увагу на таємничу печеру в Чортовому Яру. Вітько розкопує цю печеру та облаштовує її з другою Колькою Горобчиком. Зненацька він чує звуки стародавньої битви та провалюється вглиб печери, з якої потім знаходить інший вихід.
Вітько опиняється в 1097 році біля битви між руським загоном і половцями. Спершу хлопець вирішує, що це знімають історичний фільм. Його схоплює Олешко, який каже, що нещодавно пройшов через ту ж печеру, втікши від «змія» (так він описує вертоліт). Оскільки він сам побував у майбутньому, то вірить Вітькові. Вони дістаються до Риміва, де розташована сторожова застава. Олешко пояснює, що саме несподівана поява хлопця врятувала його від половців. Інші воїни сміються з Вітька, бо в нього незвичайна для них мова і він не вміє битися. Потім місцева жителька Миланка сприймає Вітька за свого сина Мирка, що зник п'ять років тому. Її дочка Росанка теж вважає, що Вітько — це її зниклий брат. Хлопцеві не вдається переконати їх, що це не так.
Оскільки Олешко виявився першим другом Вітька в минулому, хлопець вирішує поцікавитися чи це не той самий, Олешко, відомий в його часі як богатир. Виявляється, що Ілля, Олешко та Добриня зовсім не такі, як він думав, і вони поки що не стали героями. Вітько вирішує втекти та повернутися через печеру додому. Та після зустрічі з диким кабаном і вовком він знову опиняється в Римові. Потім він з Олешком розшукують Змієву нору, але її більше немає в Чортовому Яру. Дід Овсій припускає, що печера відкривається тільки тричі і останній шанс повернутися втрачено.
Римів відвідує Володимир Мономах. Вітько здалеку побачив його наближення і Мономах хвалить його за це. Вітько вчиться виконувати різні буденні заняття, їздити на коні та битися мечем. Він тренується з Росанкою та молодим воїном Лидьком. Згодом через наближення половців Вітько з Лидьком і Овсієм переправляються через болото. Росанка розповідає, що Овсій знається з «дідьком болотяним» Велесом.
Половецький воїн Рутеня викликає Олешка на двобій, коли стикаються руське та половецьке війська. Олешко перемагає завдяки пораді, почутій від Вітька. Проте половець Смоква схоплює Вітька й доставляє до свого табору. Хан Андак хоче, щоб Вітько розповів йому про розташування руських воїнів. Але хлопець лякає хана розповіддю про змія. Забобонний Андак вірить його вигадкам і починає краще ставитися до бранця. Він планує вбити змія та бере Вітька в Чортів Яр, де хлопця рятує Лидько. Половці зазнають раптового нападу руських воїнів. Вітько за свою хитрість отримує в подарунок кольчугу.
Пізніше Вітько бачить на болоті якусь потвору, але Овсій застерігає його не цікавитися цим, щоб таємниця болота лякала людей і лишила природу недоторканою. Проте через наступне наближення половців хлопець ховається на болоті. Потворний Велес рятує його від ворожих розвідників. Олешко тим часом вдає із себе половця, щоб розвідати де їхні головні війська, та досліджує околиці з княжичем Святославом. Дід Овсій допомагає Андаку втекти в Риміва, кажучи, що хоче таким чином помститися Іллі Муровцю. Насправді Овсій випускає Андака, щоб той переповів половцям хибні відомості щодо розташування руських військ. Але половці здійснюють раптовий напад і смертельно ранять Овсія, коли той зачиняв міську браму. Перед смертю він заповідає Вітькові піклуватися про Велеса — свого невдало вилікуваного брата, та просить зробити напис на своїй могилі.
Олешко готується дати відсіч половцям біля Сули, але побоюється, що підмога від князя надійде запізно. Всі жителі Римова готуються оборонятися. Поява Велеса змушує половців піти іншим шляхом. Коли половці прориваються до міста, Олешко вбиває Андака, але Вітька ранять. Олешко наказує Лидьку віднести його в Чортів Яр, щоб забрати потім. Проповзши між камінням, Вітько непритомніє, а отямлюється в своєму часі.
Вдома Вітько розуміє, що його вчитель Костянтин Петрович — це нащадок Олешка, а отже той вижив у битві. Потім виявляється, що старою назвою Воронівки була Римів, в битва 1097 року була виграна. Вітько знаходить могилу діда Овсія та поруч — Іллі Муровця. Хоча ніхто не може підтвердити, що подорож у часі дійсно відбулася, ці знахідки переконують Вітька, що його історія правдива.

## Екранізація
У 2013 році кінопроєкт за романом Володимира Рутківського «Сторожова застава» переміг у 5-му конкурсі Державного агентства з питань кіно, отримавши часткове фінансування. 12 жовтня 2017 року екранізацію презентували в кінотеатрах України. Режисером фільму став Юрій Ковальов, сценарій написали відомий український дитячий письменник Сашко Дерманський та кіносценарист родом з Маріуполя — Ярослав Войцешек.

## Нагороди
У 1991 році повість-легенда «Сторожова застава», надрукована у журналі «Однокласник» (№ 1-2, 1991), стала лауреатом премії імені Миколи Трублаїні. У 2002 році повість було вперше надруковано окремою книгою в одеському видавництві «Друк» (2001) й це видання повісті було удостоєно найвищою в Україні відзнакою для дитячої літератури — премією імені Лесі Українки.
Видання повісті у редакції видавництва А-БА-БА-ГА-ЛА-МА-ГА (2012) також стало номінантом нагороди BBC Книга року (у номінації «дитяча книга») у 2012 році.

## Видання

### Друковані
Уривки
- Володимир Рутківський. Сторожова застава // Одеське літературне віче: у 2 т. — О., 2006. Т. 2 : Антологія прози. стор. 348—360 (уривки)

Уся книга
- (журнальна скорочена версія) Володимир Рутківський. Сторожова застава: повість-казка. // журнал «Однокласник», № 1 (стор. 1—7), № 2 (стор. 12—20) за 1991
- (перша книжкова редакція) Володимир Рутківський. Сторожова застава: повість-казка. Художник: Н. Білоус. Одеса: Друк, 2001. 203 стор. ISBN 966-7934-54-3
- (друга доповнена та перероблена редакція) Володимир Рутківський. Сторожова застава: повість із життя Київської Русі. Художник: Микола Паленко. Київ: А-БА-БА-ГА-ЛА-МА-ГА, 2012.[8] 302 стор. ISBN 978-617-585-037-4

- (передрук з кінопалітуркою) Володимир Рутківський. Сторожова застава. Художник: Максим Паленко. Київ: А-БА-БА-ГА-ЛА-МА-ГА, 2017. 304 стор. ISBN 978-617-585-037-4

### Ebook
- Володимир Рутківський. Сторожова застава: повість із життя Київської Русі. Художник: Микола Паленко. Київ: А-БА-БА-ГА-ЛА-МА-ГА, 2012. 302 стор. ISBN 978-617-585-037-4 (ebook версія)[11]

### Шрифтом брайля
- Володимир Рутківський. Сторожова застава: повість із життя Київської Русі у 3 кн. Київ: А-БА-БА-ГА-ЛА-МА-ГА; Видано за підтримки благодійної організації «Фонд родини Нечитайло», 2016. (проект «Книга брайлем»)[12]
  - Книга 1. 2016. 66 стор.
  - Книга 2. 2016. 67 стор.
  - Книга 3. 2016. 67 стор.

## Переклади
- (російською) Володымыр Руткивськый. Сторожевая застава: повесть-легенда. Перевод с украинського: Л. Щербаковая; предисловие: В. Василец // Одеські вісті. № 1, 4, 5, 8, 12 за жовтень 1994

## Зауваги
1. ↑  У ранніх версіях твору дія відбувається наприкінці XX ст., в пізніших — на початку XXI ст.